# District de Gweru
Le district de Gweru est une subdivision administrative de second ordre de la province des Midlands au Zimbabwe. Sa capitale est la ville de Gweru.

## Histoire
Le nom du district de Gweru tient son nom de la rivière Gweru (en).